# Процедура управління підрозділами
Процедура управління підрозділами або процедури планування бою (англ. Troop Leading Procedures, TLP) — це систематичний підхід до планування, підготовки та виконання військових операцій на рівні малих підрозділів, зокрема в армії США та Корпусі морської піхоти. Він доповнює військовий процес прийняття  рішень (MDMP) на рівні невеликого підрозділу, покладаючи основну відповідальність за планування на командира невеликого підрозділу. Процедура управління підрозділами — це активний процес, який використовується командирами малих підрозділів для аналізу цільового завдання, розробки плану та підготовки до операції. Він розроблений як гнучка та пристосована структура, яка дозволяє командирам своєчасно приймати рішення та забезпечувати успішне виконання цільового завдання. Процедура управління підрозділами складається з ряду кроків, що слугують орієнтиром для командирів невеликих підрозділів щодо дієвого використання своїх ресурсів, та які можна виконувати в будь-якому порядку або одночасно.
З 2022 року ця процедура вивчається та застосовується Збройними Силами України.

## Етапи процедури управління підрозділами
Процедура управління підрозділами складаються з восьми кроків, які є гнучкими та пристосовуються до різних обстав. Ці кроки наступні:
1. Отримання цільового завдання (англ. Receive the mission): підлеглі командири отримують наказ про виконання цільового завдання, який може бути у формі попереджувального наказу, оперативного наказу (OPORD) або часткового наказу (FRAGO).
2. Видання попереджувального наказу (англ. Issue a Warning Order): командир видає попереджувальний наказ, щоб дати початкові вказівки підлеглим і почати процес планування.
3. Складання попереднього плану (англ. Make a tentative plan): командир розробляє попередній план на основі відомостей, доступних на цей час.
4. Ініціація необхідного руху (англ. Initiate necessary movement): підлеглі командири починають готувати війська, обладнання та припаси для виконання цільового завдання.[9]
5. Проведення рекогностування (англ. Conduct reconnaissance): командир проводить розвідку для збору відомостей про район операції та перевірки аналізу місцевості.[10]
6. Завершення планування (англ. Complete the plan): командир допрацьовує план до завершеного вигляду, вносячи необхідні правки на основі нових відомостей або змін в обставі.
7. Видання бойового наказу (англ. Issue the Operation Order): командир видає оперативний наказ (OPORD), щоб донести план до підлеглих.
8. Контроль, нагляд і перегляд плану (англ. Supervise preparations and revise the plan, as necessary): командир контролює виконання плану, вносячи необхідні правки для забезпечення його успіху.

Важливо зазначити, що ці кроки не завжди є лінійними та можуть бути пристосовані до конкретних потреб цільового завдання чи обстави.